# Monnet
Monnet  er et fredet naturområde på sydenden af øen Tåsinge, syd for Svendborg. Det er områdets største strandeng, og fra den 8 meter høje Vårø Knude på sydspidsen, er der en storslået udsigt over store dele af Det Sydfynske Øhav. 
Vårø Knude er en morænebakke, der ud mod havet er under stadig erosion. Den var engang en af Øhavets mange holme, med et lavvandet sund ind til Tåsinge. Høj- og lavvande samt storme har aflejret ler og slik samt grus og sand, og efterhånden er vandområdet blevet mere tørt end vådt. Siden har vegetationen yderligere holdt på havvandets indhold af organiske stoffer. Dermed er den store strandeng skabt ganske anderledes end det øvrige øhav syd for Fyn, der er et druknet morænelandskab.
I dag er strandengen helt flad og gennemskåret af utallige loer – tidevandsrender – der fører vand langt ind over engen. 

## Plantelivet
Da Monnet årligt under kraftige efterårs- og vinterstorme overskylles helt af havet, holdes bevoksningen i ave, og kun få steder er engen sprunget i busk. Den afgræsning, der i umindelige tider har fundet sted, holder også engen lysåben.
Stedet er en af Fyns botanisk set vigtigste strandengslokaliteter, og her vokser lav tidsel, engelskgræs, strandasters, kveller, og en karakterplante er tætblomstret hindebæger, der i august står med sine flotte, lilla blomster mange steder på engen. Den på Fyn meget sjældne engelsk visse vokser få steder, hvor bunden er tør. Også druegåsefod, stilket kilebæger, stivhåret ranunkel, strandsiv, udspilet star, soløjealant og tangurt findes her.

## Dyrelivet
Ligeså botanisk interessant Monnet er, ligeså spændende er naturperlen især på grund af sit fugleliv. Her yngler almindelig ryle, der ellers er sjælden på og omkring Fyn.  Havternen har reder på småodder, og få ynglende stormmåger ses hist og pist. Klyde,  strandskade, rødben og stor præstekrave er almindelige, og i skrænten på Knuden flyver digesvaler ind og ud af redehullerne i hele sommerhalvåret. Gul vipstjert lyser med sine knaldskarpe farver op i den grønne eng. Den rødryggede tornskade yngler også i de levende hegn og buske nær Monnet.
Efterår og vinter ses mange knop- og sangsvaner på eng og fladvand. Grågås, canadagås og den lille mørkbuget knortegås og dens slægtning bramgåsen raster i området. Flere dykænder og svømmeænder gør det samme, og vandrefalk er ikke ualmindelig i vintermånederne. Af og til ses også havørn. Småfugle som bjerglærke og snespurv tilbringer også vinteren på den store strandeng.
Ræven har en grav på Vårø Knude og ses nogle gange om dagen, mens mange lækatte optræder mere skjult. Strandtudsen holder til i nogle af søerne, og grønbroget tudse er i fremgang. Overalt er tuer af gul engmyre.

## Kulturhistorie
Ordet “Monnet” stammer enten fra det gamle danske udtryk for en fugtig eng, »maen«, eller fordi området, med sine hundreder af tuer af gul engmyre før i tiden blev opfattet som noget, der kunne ligne overfladen af månen. Eller blot fordi stedet lå langt ude.
Monnet er stadig fælleseje for gårdmændene i Vårø. Hvert år på Kyndelmissedag mødes de og aftaler praktiske forhold vedrørende driften som f.eks. hvornår hegnet skal efterses, hvornår de store mængder tang, der er flydt ind i vinterens løb skal fjernes eller hvem der skal leje græsningsretten?
På Vårø Knude ses rester af tørvehuse, der tilsyneladende aldrig har været beboet. Ganske lave, næsten usynlige diger afslører, at netop den højtliggende jord her har været dyrket, men det er ikke sikkert, at der er sammenhæng mellem huse og ager, har arkæologer konstateret. Måske har folk taget ophold her om sommeren for at fiske i Øhavet.
Vårø Knude lå så langt væk, at her passende kunne være rettersted. Rasmus Skomagers datter blev hængt her i 1754. Hun havde født i dølgsmål.
Monnet er en del af Natura 2000-område nr. 127 Sydfynske Øhav.  126 hektar blev  fredet i 1983, trods langvarige  diskussioner om, hvorvidt Svendborg Kommune  skulle anlægge en storlosseplads og der var også tanker om en fast forbindelse til Ærø med tilkørselsvej over Monnet.